# Mulloidichthys
Mulloidichthys is een geslacht van straalvinnige vissen uit de familie van zeebarbelen (Mullidae). Het geslacht is voor het eerst wetenschappelijk beschreven in 1929 door Whitley.

## Soorten
- Mulloidichthys ayliffe Uiblein, 2011
- Mulloidichthys dentatus (Gill, 1862)
- Mulloidichthys flavolineatus (Lacépède, 1801)
- Mulloidichthys martinicus (Cuvier, 1829)
- Mulloidichthys mimicus (Randall & Guézé, 1980)
- Mulloidichthys pfluegeri (Steindachner, 1900)
- Mulloidichthys vanicolensis (Valenciennes, 1831) – Geelvinbarbeel